# 美國殺人魔 (小說)
《美國精神病人》（英語：American Psycho）是一本1991年出版的心理驚悚／諷刺小說，作者為布列特·伊斯頓·艾利斯。故事由主角派屈克·貝特曼以第一人稱敘述他在紐約的優皮生活，包括他私底下原來是連環殺手的事實。該小說由於被認為過於暴力，有些國家只出版該小說的刪減版。

## 故事
1989年愚人節，派屈克·貝特曼在他於曼克頓上西城的公寓中起床後，事無鉅細地開始描繪他的日常生活，包括梳洗、上班下班、和同事到酒吧等。貝特曼出身於上流社會，哈佛大學及哈佛大學商學院畢業後，在一間華爾街的投資銀行中任副總裁（vice president）。

## 改編作品
此書曾被改編兩次，包括電影和音樂劇。
最早的改編為同名電影，2000年首映，由玛丽·哈伦執導，克里斯汀·贝尔飾演主角。
2013年，此書則被改編成同名音樂劇。

## 另見
- 暴力美学
- 違背小說（英语：Transgressive fiction）
- 不可靠的敘事者